# 1655 Comas Sola
Comas Sola (asteróide 1655) é um asteróide da cintura principal com um diâmetro de 30,57 quilómetros, a 2,1324367 UA. Possui uma excentricidade de 0,2337395 e um período orbital de 1 695,67 dias (4,64 anos).
Comas Sola tem uma velocidade orbital média de 17,85430271 km/s e uma inclinação de 9,59115º.
Este asteroide foi descoberto em 28 de Novembro de 1929 por José Comas y Solá.